# Câmpina
Câmpina è un municipio della Romania di 28 993 abitanti, ubicato nel distretto di Prahova, nella regione storica della Muntenia.

## Storia
Il primo documento che cita la località di Câmpina risale al 1503 ed è del 1593 un altro documento che ne attesta l'importanza quale punto di scambio commerciale e di passaggio tra la Valacchia e la Transilvania.
Il diritto di Câmpina di tenere un regolare mercato è del 1663, mentre nel 1864 ottiene lo status di città. Il grande sviluppo della città è tuttavia legato all'industria petrolifera: nel 1890 inizia infatti la coltivazione dei giacimenti petroliferi della zona ed è del 1895 la realizzazione della raffineria chiamata Fabrica Nouă, all'epoca la più grande d'Europa.

## Infrastrutture e trasporti
Câmpina è situata praticamente ad uguale distanza da Bucarest (92 km.) e Brașov (90 km.), alle quali è unita dalla strada nazionale DN1 (strada europea E15) e dalla parallela linea ferroviaria.

## Economia
La rivoluzione del 1989, con la caduta del regime comunista ed il ritorno ad un'economia di tipo capitalista, ha portato con sé molti cambiamenti nella struttura economica della città.
Câmpina rimane tuttora legata all'industria petrolifera ed alla meccanica pesante, le quali hanno però subito un consistente ridimensionamento dovuto soprattutto alla cessazione degli importanti contributi statali alla loro attività. Accanto ad esse, negli ultimi anni si stanno sviluppando attività diverse, sia nel settore industriale (mobilifici, aziende elettromeccaniche) che in quello commerciale e dei servizi in genere.

## Monumenti e luoghi d'interesse
Tra gli obiettivi turistici della città hanno particolare importanza:
- La Chiesa dell'Assunzione di Maria (Adormirea Maicii Domnului), costruita nel 1883
- La Cappella Hernea, costruita in stile barocco in memoria di Dumitru Hernea, il pioniere dell'industria petrolifera della città
- Il Castello Iulia Hasdeu, fatto costruire tra il 1893 ed il 1896 dallo scrittore Bogdan Petriceicu Hasdeu in memoria della figlia Iulia, giovane poetessa morta diciannovenne; una leggenda legata al castello narra che lo stesso sarebbe stato costruito sulla base di un progetto trasmesso dalla stessa Iulia durante delle sedute spiritiche.
- Il Museo Nicolae Grigorescu, dedicato appunto al pittore Nicolae Grigorescu (1838-1907), considerato uno dei pionieri della pittura romena moderna, ospitato nella casa dove egli morì.

## Istruzione
Câmpina ospita cinque scuole superiori, di cui quattro prettamente tecniche, dedicate rispettivamente all'industria energetica, all'industria petrolifera, alla costruzione di macchine ed all'attività forestale.
La città ospita inoltre la Scuola Nazionale di Polizia "Vasile Lascar", unico centro di addestramento della Romania per agenti di polizia.